# Tanatha
 (mars 2015).

Tanatha est une série de bandes dessinées en quatre volumes dessinée par Dominique Hé et scénarisée par Patrick Cothias, parue aux éditions Glénat dans la collection Grafica.

## Synopsis
Tanatha est une fonctionnaire assermentée. Elle travaille au service de la régulation de la démographie. Plus précisément, c'est une tueuse dont le rôle est d'éliminer les personnes désignées par l'ordinateur. Depuis l'apparition du « fléau » (un virus mortel), les régulateurs éliminent les personnes contaminées. Leur passé a été effacé de leur mémoire. Qu'arrivera-t-il si l'un d'eux commence à avoir des états d'âme ?

## Présentation des différents volumes
Les quatre volumes sont appelés « actes » :
- Acte 1, 1992,  (ISBN 2-7234-1539-2) - Dos de couverture : « Personne ne veut mourir, mais tout le monde le doit un jour ou l'autre... C'est dans l'ordre des choses ».
- Acte 2, 1993,  (ISBN 2-7234-1618-6) - Dos de couverture : « Ma mémoire est vide. Archer a fait de moi une machine à tuer... »
- Acte 3, 1994,  (ISBN 2-7234-1697-6) - Dos de couverture : « Il n'existe aucun moyen de guérir, AUCUN ! Votre fils était coupable de maladie. Vous connaissez la loi... »
- Dernier Acte, 1995,  (ISBN 2-7234-1814-6).

L'intégrale existe en eBook.